# آيدول كندا
آيدول كندا (بالإنجليزية: Canadian Idol)‏ هو برنامج ترفيهي إنتاجه في كندا . بدأ عرضه في سنة 2003 على شبكة التفزيون الكندية .بلغ عدد مواسم البرنامج 6 مواسم.

## وصلات خارجية
- آيدول كندا على موقع IMDb (الإنجليزية)
- آيدول كندا على موقع كينوبويسك (الروسية)
- آيدول كندا على موقع قاعدة بيانات الفيلم (الإنجليزية)